# Mexická hokejová reprezentace
Mexická federace ledního hokeje (Asociación Metropolitana de Deportes Sobre Hielo) byla založena v roce 1984, členem IIHF je od roku 1985. Lední hokej se však v Mexiku hraje již od roku 1964.
První mezistátní utkání sehrálo Mexiko 10. dubna 2000 proti Belgii v rámci D-skupiny mistrovství světa a prohrálo 0:5.
Mexická hokejová reprezentace se od roku 2000 nepřetržitě účastní mistrovství světa v ledním hokeji. V roce 2007 byla na 38. místě žebříčku IIHF ze 46 klasifikovaných reprezentací. V roce 2011 mu patřilo již 33. místo ze 48 reprezentací, které IIHF sdružuje. Proti reprezentaci ČR Mexiko dosud nehrálo.

## Mistrovství světa v ledním hokeji
| MS        | Úroveň                  | Místo turnaje    | Umístění                         | Celkově                          |
| --------- | ----------------------- | ---------------- | -------------------------------- | -------------------------------- |
| MS – 2000 | Skupina D               | Reykjavík        | 7. místo                         | 40. místo                        |
| MS – 2001 | Divize II B             | Bukurešť         | 6. místo                         | 40. místo                        |
| MS – 2002 | Divize II – kvalifikace | Ciudad de México | Stříbrná medaile                 | 42. místo                        |
| MS – 2003 | Divize II A             | Soul             | 6. místo                         | 39. místo                        |
| MS – 2004 | Divize III              | Reykjavík        | Bronzová medaile                 | 43. místo                        |
| MS – 2005 | Divize III              | Ciudad de México | Zlatá medaile                    | 41. místo                        |
| MS – 2006 | Divize II B             | Auckland         | 5. místo                         | 38. místo                        |
| MS – 2007 | Divize II B             | Soul             | 5. místo                         | 38. místo                        |
| MS – 2008 | Divize II B             | Newcastle        | 4. místo                         | 35. místo                        |
| MS – 2009 | Divize II B             | Sofie            | 5. místo                         | 37. místo                        |
| MS – 2010 | Divize II A             | Naucalpan        | 5. místo                         | 37. místo                        |
| MS – 2011 | Divize II A             | Melbourne        | 5. místo                         | 37. místo                        |
| MS – 2012 | Divize II B             | Sofie            | 4. místo                         | 38. místo                        |
| MS – 2013 | Divize II B             | İzmit            | Bronzová medaile                 | 37. místo                        |
| MS – 2014 | Divize II B             | Jaca             | Stříbrná medaile                 | 36. místo                        |
| MS – 2015 | Divize II B             | Kapské Město     | Bronzová medaile                 | 37. místo                        |
| MS – 2016 | Divize II B             | Ciudad de México | Stříbrná medaile                 | 36. místo                        |
| MS – 2017 | Divize II B             | Auckland         | 5. místo                         | 39. místo                        |
| MS – 2018 | Divize II B             | Madrid           | 5. místo                         | 39. místo                        |
| MS – 2019 | Divize II B             | Ciudad de México | 5. místo                         | 39. místo                        |
| MS – 2020 | Divize II B             | Reykjavík        | Zrušeno kvůli pandemii covidu-19 | Zrušeno kvůli pandemii covidu-19 |
| MS – 2021 | Divize II B             | Reykjavík        | Zrušeno kvůli pandemii covidu-19 | Zrušeno kvůli pandemii covidu-19 |
| MS – 2022 | Divize II B             | Reykjavík        | 5. místo                         | 36. místo                        |
| MS – 2023 | Divize II B             | Istanbul         | 6. místo                         | 40. místo                        |
| MS – 2024 | Divize III A            | Biškek           | 6. místo                         | 46. místo                        |

## Panamerický turnaj v ledním hokeji
| Rok  | Místo turnaje    | Umístění         |
| ---- | ---------------- | ---------------- |
| 2014 | Ciudad de México | Stříbrná medaile |
| 2015 | Ciudad de México | Stříbrná medaile |
| 2016 | Ciudad de México | Stříbrná medaile |
| 2017 | Ciudad de México | Zlatá medaile    |